# 2012 (film)
2012 je americký dobrodružný katastrofický film o konci světa. Ten měl být předpovězen Mayi na 21. prosince 2012.

## Zničené lokality
- Los Angeles
- Washington, D.C.
- Vatikán
- Rio de Janeiro
- Tibet
- Himálaj
- Havaj
- Las Vegas

## Inspirace
Podle filmu vznikla stejnojmenná počítačová online hra, kterou ale nevytvořili tvůrci filmu.